# Barry Wilkins
Barry James Wilkins (* 28. Februar 1947 in Toronto, Ontario; † 26. Juni 2011 in Chandler, Arizona, USA) war ein kanadischer Eishockeyspieler, der im Verlauf seiner aktiven Karriere zwischen 1964 und 1979 unter anderem 424 Spiele für die Boston Bruins, Vancouver Canucks und Pittsburgh Penguins in der National Hockey League (NHL) sowie 134 weitere für die Edmonton Oilers und Indianapolis Racers in der World Hockey Association (WHA) auf der Position des Verteidigers bestritten hat. Wilkins ist verantwortlich für das erste NHL-Tor in der Franchise-Geschichte der Vancouver Canucks.

## Karriere
Wilkins verbrachte zwischen 1964 und 1967 eine überaus erfolgreiche Juniorenzeit in der Ontario Hockey Association (OHA). Dort spielte der Verteidiger in der Saison 1964/65 zunächst für die Niagara Falls Flyers und gewann mit der Mannschaft gleich in seinem ersten OHA-Jahr das Double bestehend aus dem J. Ross Robertson Cup der OHA und dem Memorial Cup der gesamten Canadian Hockey League (CHL). Vor der Spielzeit 1965/66 wechselte das Talent innerhalb der OHA zu den Oshawa Generals, mit denen er im Frühjahr 1966 ebenfalls den J. Ross Robertson Cup gewann. Mit zehn Scorerpunkten in 17 Playoff-Spielen war Wilkins maßgeblich an diesem Erfolg beteiligt. Im folgenden Spieljahr absolvierte er mit 29 Punkten in 40 Spielen seine beste reguläre Saison.

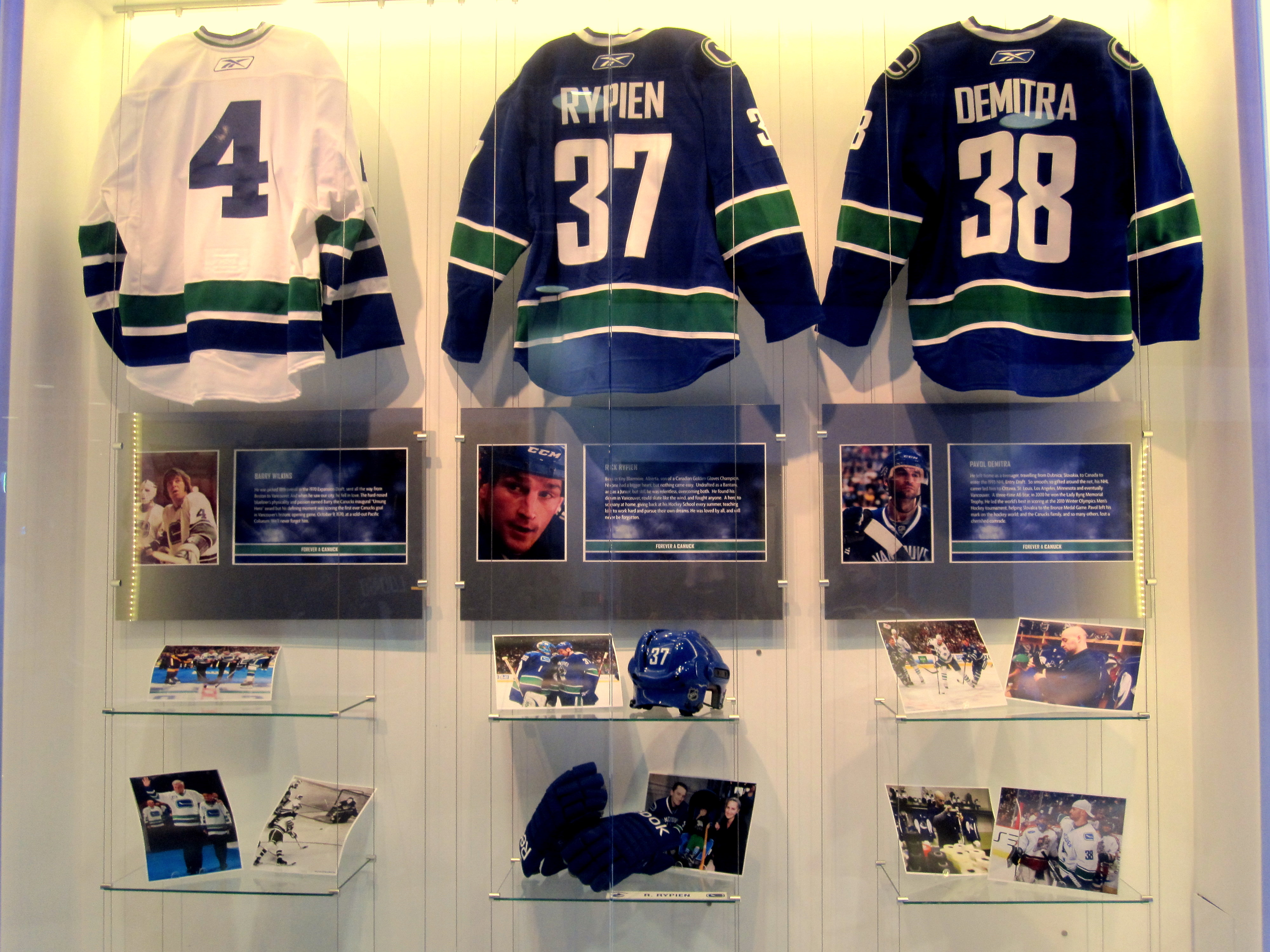
Ausstellungsstücke der Vancouver Canucks nach dem Tod der Ex-Spieler Wilkins, Rypien und Demitra im Jahr 2011

Die Leistungen des jungen Kanadiers blieben auch den Franchises der National Hockey League (NHL) nicht verborgen und so verpflichteten die Boston Bruins den ungedrafteten Abwehrspieler. Am Ende der Saison 1966/67 wurde er mit seinem ersten NHL-Einsatz belohnt. In den folgenden drei Jahren verbrachte Wilkins den Hauptanteil jedoch in Bostons Farmteam, den Oklahoma City Blazers, aus der Central (Professional) Hockey League (CPHL/CHL). Über den Zeitraum von drei Jahren kam er lediglich zu sieben weiteren NHL-Spielen, stattdessen konnte er in der CHL jedoch Nominierungen für das First All-Star Team im Jahr 1969 und Second All-Star Team im Jahr 1970 sammeln. Da er für die Bruins jedoch weiterhin entbehrlich blieb, ging der Defensivspieler ungeschützt in den NHL Expansion Draft 1970. Dort wählten ihn die neu in die Liga aufgenommenen Vancouver Canucks aus.
Bei den Westkanadiern gelang es Wilkins sich auf Anhieb in der NHL zu etablieren und zeichnete dabei für das erste NHL-Tor der Franchise-Geschichte verantwortlich. Er war vier Spielzeiten lang Stammspieler in der Abwehr der Canucks und absolvierte mit Ausnahme der Spielzeit 1971/72 stets mindestens 70 Spiele. Sein bestes Jahr hatte er dabei in der Saison 1973/74 mit 31 Scorerpunkten, im Jahr zuvor waren ihm mit elf Toren ein Karrierebestwert gelungen. Kurz nach dem Beginn des Spieljahres 1974/75 wurde der 27-Jährige im Tausch für Ab DeMarco junior an die Pittsburgh Penguins abgegeben. Mit allein 34 Scorerpunkten im Trikot der Penguins verbesserte er seinen Karrierebestwert in dieser Spielzeit noch einmal. Nach einer weiteren Saison in Pittsburgh entschied sich der Defensivspieler im Sommer 1976 der NHL den Rücken zu kehren und in die World Hockey Association (WHA) zu wechseln.
Die WHA war im Jahr 1972 als Konkurrenzliga zur NHL gegründet und aufgebaut worden, so dass sich im Februar 1972 das Dayton/Houston-Franchise im WHA General Player Draft seine Transferrechte gesichert hatte. Nachdem das später in Houston Aeros umbenannte Team diese Rechte im Juni 1976 an die Edmonton Oilers abgegeben hatte, entschied sich Wilkins zu einem Wechsel zu den Oilers. Er verbrachte eine Saison in Edmonton und wechselte im September 1977 in einem insgesamt sieben Spieler umfassenden Transfergeschäft zu den Indianapolis Racers. Während Ed Patenaude, Claude St. Sauveur und Kevin Devine mit ihm nach Indianapolis wechselten, zog es Blair MacDonald, Mike Zuke und Dave Inkpen in die entgegengesetzte Richtung zu den Edmonton Oilers. Für die Racers absolvierte der Verteidiger ebenso eine Spielzeit wie zuvor in Edmonton. Seine letzte Profisaison bestritt Wilkins in der Saison 1978/79 für die Philadelphia Firebirds aus der American Hockey League (AHL), ehe er im Alter von 32 Jahren seine aktive Karriere beendete.
Wilkins verstarb im Juni 2011 im Alter von 64 Jahren in seiner Wahlheimat Chandler im US-Bundesstaat Arizona an den Folgen einer Krebserkrankung.

## Erfolge und Auszeichnungen
| - 1965 J.-Ross-Robertson-Cup-Gewinn mit den Niagara Falls Flyers - 1965 Memorial-Cup-Gewinn mit den Niagara Falls Flyers - 1966 J.-Ross-Robertson-Cup-Gewinn mit den Oshawa Generals | - 1969 CHL First All-Star Team - 1970 CHL Second All-Star Team |

## Karrierestatistik
(Legende zur Spielerstatistik: Sp oder GP = absolvierte Spiele; T oder G = erzielte Tore; V oder A = erzielte Assists; Pkt oder Pts = erzielte Scorerpunkte; SM oder PIM = erhaltene Strafminuten; +/− = Plus/Minus-Bilanz; PP = erzielte Überzahltore; SH = erzielte Unterzahltore; GW = erzielte Siegtore; 1 Play-downs/Relegation; Kursiv: Statistik nicht vollständig)